# Saropogon laparoides
Saropogon laparoides är en tvåvingeart som beskrevs av Stanley Willard Bromley 1951. Saropogon laparoides ingår i släktet Saropogon och familjen rovflugor.
Artens utbredningsområde är Texas. Inga underarter finns listade i Catalogue of Life.